# Thomas Häßler
Thomas Jürgen Häßler (Berlim, 30 de maio de 1966) é um ex-futebolista e treinador de futebol alemão que atuava como meio-campista. Destacou-se jogando por 1. FC Köln, Juventus, Roma e Borussia Dortmund. Foi uma das peças fundamentais da Seleção Alemã que conquistou o título da Eurocopa de 1996, e eleito para o time do campeonato, e foi medalhista olímpico de bronze em Seul 1988.

## Carreira
Häßler disputou três Copas do Mundo pela Alemanha, em 1990, 1994 e 1998 (estas últimas pela Alemanha reunificada), tendo disputado ainda as Olimpíadas de Seul. Esteve presenta ainda em 3 Eurocopas (1992, 1996 e 2000).
Em 1992 foi eleito pela FIFA o terceiro melhor jogador do mundo pela FIFA, perdendo para Marco van Basten (primeiro colocado) e Hristo Stoichkov (segundo).
Notabilizado por sua habilidade nas bolas paradas, Icke (como é conhecido) defendeu ainda o Karlsruher, o Munique 1860 e o SV Salzburg, onde encerrou a carreira em 2004, sem nenhum título pelos clubes que jogou em 22 anos como profissional.
Entre 2007 e 2008, foi auxiliar de Berti Vogts na Seleção Nigeriana, exercendo o mesmo cargo no Köln e no Padideh (Irã). Seu primeiro trabalho como técnico foi no Club Italia 80, equipe formada por imigrantes ou descendentes de italianos que vivem em Berlim, onde ficou até 2019, quando assinou com o BFC Preussen, outro clube que disputa a Berlin-Liga (liga regional da capital alemã).

## Títulos e campanhas de destaque
Seleção Alemã
- Olimpíadas de 1988 (medalha de bronze)
- Copa do Mundo FIFA: 1990
- US Cup de 1993
- Eurocopa: 1996

Individuais
- Seleção da Bundesliga: 1987–88, 1988–89, 1989–90, 1995–96
- Futebolista Alemão do Ano: 1989, 1992
- Maior assistente da Copa do Mundo 1994
- Seleção da Eurocopa 1992
- 3º Melhor jogador do mundo pela FIFA: 1992
- FIFA XI: 1999